# RFL Championship 1910-11
La Northern Rugby Football Union Championship de 1910-11 fue la decimosexta temporada del torneo de rugby league más importante de Inglaterra.

## Formato
Las divisiones 1 y 2 fueron combinadas, enfrentándose a nivel de los condados de Lancashire y Yorkshire y posteriormente confeccionado una tabla global, esto provocó que los equipos enfrentaran una cantidad desigual de encuentros.
Posteriormente los cuatro mejores clasificados según el porcentaje de victorias clasificaron a las semifinales.
Se otorgaron 2 puntos por cada victoria, 1 por el empate y 0 por la derrota.

## Desarrollo

### Tabla de posiciones
| Pos. | Equipo               | Encuentros | Encuentros | Encuentros | Encuentros | Tantos | Tantos | Puntos | Porcentaje de triunfos |
| Pos. | Equipo               | PJ         | PG         | PE         | PP         | F      | C      | Puntos | Porcentaje de triunfos |
| ---- | -------------------- | ---------- | ---------- | ---------- | ---------- | ------ | ------ | ------ | ---------------------- |
| 1    | Wigan                | 34         | 28         | 1          | 5          | 650    | 205    | 57     | 83.82                  |
| 2    | Oldham RLFC          | 34         | 28         | 1          | 5          | 441    | 210    | 57     | 83.82                  |
| 3    | Wakefield Trinity    | 33         | 24         | 1          | 8          | 493    | 264    | 49     | 74.24                  |
| 4    | Widnes Viking        | 30         | 19         | 3          | 8          | 310    | 137    | 41     | 68.33                  |
| 5    | Hull Kingston Rovers | 33         | 21         | 3          | 9          | 587    | 294    | 45     | 68.18                  |
| 6    | Hunslet FC           | 34         | 21         | 0          | 13         | 431    | 389    | 42     | 61.76                  |
| 7    | Huddersfield         | 36         | 22         | 0          | 14         | 702    | 293    | 44     | 61.11                  |
| 8    | Hull                 | 36         | 20         | 3          | 13         | 453    | 347    | 43     | 59.72                  |
| 9    | Warrington           | 31         | 15         | 5          | 11         | 284    | 303    | 35     | 56.45                  |
| 10   | Dewsbury Rams        | 30         | 16         | 0          | 14         | 284    | 333    | 32     | 53.33                  |
| 11   | Swinton Lions        | 34         | 18         | 0          | 16         | 333    | 262    | 36     | 52.94                  |
| 12   | Leeds                | 33         | 16         | 2          | 15         | 385    | 340    | 34     | 51.51                  |
| 13   | Rochdale Hornets     | 34         | 17         | 1          | 16         | 355    | 320    | 35     | 51.47                  |
| 14   | Halifax RLFC         | 36         | 18         | 1          | 17         | 371    | 328    | 37     | 51.38                  |
| 15   | Keighley Cougars     | 29         | 14         | 1          | 14         | 246    | 447    | 29     | 50                     |
| 16   | Salford              | 32         | 14         | 2          | 16         | 335    | 337    | 30     | 46.87                  |
| 17   | Batley Bulldogs      | 31         | 14         | 1          | 16         | 272    | 223    | 29     | 46.77                  |
| 18   | Broughton Rangers    | 32         | 14         | 1          | 17         | 208    | 338    | 29     | 45.31                  |
| 19   | St. Helens           | 34         | 14         | 1          | 19         | 377    | 449    | 29     | 42.64                  |
| 20   | Leigh                | 32         | 13         | 0          | 19         | 219    | 355    | 26     | 40.63                  |
| 21   | Barrow Raiders       | 32         | 11         | 1          | 20         | 272    | 395    | 23     | 35.94                  |
| 22   | Runcorn RFC          | 30         | 9          | 3          | 18         | 230    | 331    | 21     | 35                     |
| 23   | Bradford Northern    | 32         | 10         | 1          | 21         | 173    | 390    | 21     | 32.81                  |
| 24   | York FC              | 30         | 9          | 0          | 21         | 273    | 423    | 18     | 30                     |
| 25   | Ebbw Vale RLFC       | 30         | 9          | 0          | 21         | 178    | 297    | 18     | 30                     |
| 26   | Merthyr Tydfil RLFC  | 18         | 5          | 0          | 13         | 90     | 335    | 10     | 27.77                  |
| 27   | Coventry RLFC        | 32         | 6          | 1          | 25         | 288    | 524    | 13     | 20.31                  |
| 28   | Bramley RLFC         | 32         | 5          | 1          | 26         | 150    | 521    | 11     | 17.18                  |

|  | Semifinalistas. |

### Semifinales
| 1911 | Wigan | 16 - 0 | Widnes |  |  |

| 1911 | Oldham | 15 - 12 | Wakefield Trinity |  |  |

### Final
| 1911 | Wigan | 7 - 20 | Oldham |  |  |

| Bandera de Inglaterra |
| Campeón Oldham RLFC   |
| Tercer título         |